# 火星碳酸盐

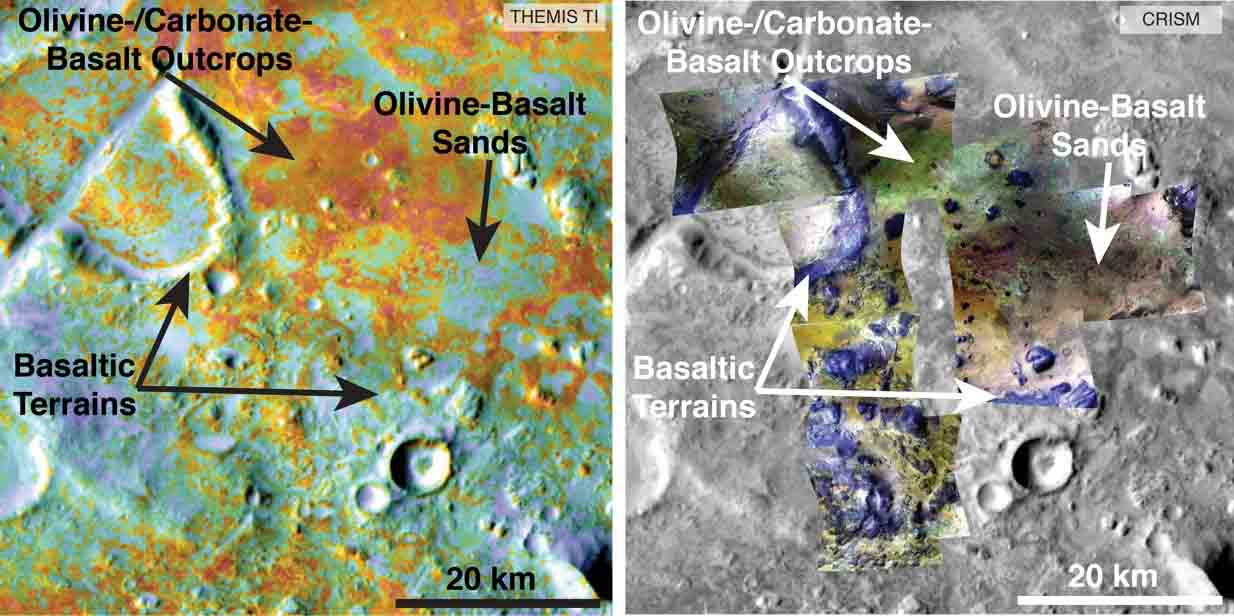
2015年9月2日，轨道探测器对火星平原区尼利槽沟中碳的评估。

2008年首次在火星上发现了碳酸盐盖层的证据，此前，对碳酸盐红外光谱特征敏感的大部分遥感仪，如火星快车号上的光学与红外矿物光谱仪以及火星奥德赛号的热辐射成像系统等都没检测到碳酸盐露头，至少从发回的100米或更大空间范围数据中没有发现。
尽管火星上的碳酸盐无处不在，但 2003 年的研究表明，它们主要以尘埃中的菱镁矿为主，质量占比不足5%，并且可能是在当前大气条件下所形成。此外，除地表尘埃成分外，截至2007年，所有原位探测任务均未检测到碳酸盐，虽然矿物建模并未排除古瑟夫撞击坑中赫斯本德山“独立类”岩石中可能有少量的碳酸钙（注：古瑟夫撞击坑内特征的国际天文联合会规范命名尚未正式确立）。

## 遥感数据
火星勘测轨道飞行器- 紧凑型火星侦察成像光谱仪团队首次成功识别出局部范围（<10公里²）地表碳酸盐矿物的强烈红外光谱特征。2007年的光谱建模确定了尼利槽沟中一处关键矿床，该矿床主要由一种空间上与橄榄石露头有关的单一矿物相构成，主要矿物似乎是菱镁矿，通过热特性和高分辨率成像科学设备的形态推断，表明该矿床为岩屑。从地层学上看，该岩层位于下方页硅酸盐和上方铁镁质冠岩之间，时间上介于诺亚纪和赫斯珀里亚纪年代之间。尽管红外光谱代表的矿物含量厚度低于≈0.1毫米（这与对数十厘米深度敏感的伽马光谱相反），但地层、形态和热学性能等特征反映，碳酸盐是以岩石露头的形式存在而非仅仅是一层蚀变外壳。不过，它的形态与典型的陆相沉积碳酸盐岩层不同，表明其形成于橄榄石和其他火成矿物的局部水蚀。然而，关键的影响是这种改变是在中等pH值下发生，且由此产生的碳酸盐并未暴露在持续的低pH值含水条件下，即使是最近的赫斯珀里亚纪。这增加了火星上局部和区域范围的地质环境，在某些重大的地质年代会有利于类陆生物活动的可能性。
截止2012年，一些科学家认为，碳酸盐沉积物在火星分布不广的原因是低pH水环境在全球占据了主导地位，即使是最难溶解的碳酸盐-菱铁矿（FeCO3）沉淀也仅发生于pH大于5的条件下。
2008年，当凤凰号火星着陆器上的热释气分析仪和湿化学实验室测试发现方解石(CaCO3)和碱性土壤含量在3-5%（重量百分比）后，表面有大量碳酸盐沉积物的证据开始增加。2010年，通过勇气号火星探测车的分析，在古瑟夫撞击坑的哥伦比亚丘陵上发现了富含碳酸镁/铁（16–34%）的露头，这些露头很可能是在诺亚纪火山活动所产生的接近中性pH值热液条件下，从含碳酸盐溶液中沉淀而成。
在勇气号探测车停止活动后，科学家们研究了小型热辐射光谱仪的旧数据，确认了大量富含碳酸盐岩石的存在，这意味着火星上的某些地区可能曾有过水。碳酸盐是在一块叫“科曼奇”的岩石露头上发现的。
火星勘测轨道飞行器在雅庇吉亚区惠更斯陨击坑边缘的陨坑中发现了碳酸盐（碳酸钙或碳酸铁），发生在边缘的撞击暴露了从形成惠更斯陨坑大撞击中翻搅出的材料。这些矿物表明火星曾经有一层较厚的二氧化碳大气层和丰富的水分，这些种类的碳酸盐只有在存在大量水时才会形成。它们是轨道飞行器上的紧凑型火星侦察成像光谱仪所发现，早些时候，该仪器曾探测到粘土矿物，而现在又在粘土矿物附近发现了碳酸盐，这两种矿物都需在潮湿环境中才能形成。 据推测，数十亿年前的火星更加温暖湿润。碳酸盐可能就是由当时的水和富含二氧化碳的大气所形成。后来，碳酸盐沉积物可能被掩埋，而现在二次撞击暴露出了这些矿物。地球上的碳酸盐沉积物则以大量石灰岩的形式存在。
| 化学式 | 化学名   | 矿物名 | 探测任务                       | 发现时间       |
| ------ | -------- | ------ | ------------------------------ | -------------- |
| MgCO3  | 碳酸镁   | 菱镁矿 | 火星专用小型侦察影像频谱仪遥感 | 2003年、2020年 |
| CaCO3  | 碳酸钙   | 方解石 | 凤凰号                         | 2008年         |
| FeCO3  | 碳酸亚铁 | 菱铁矿 | 好奇号                         | 2020年         |

## 图集

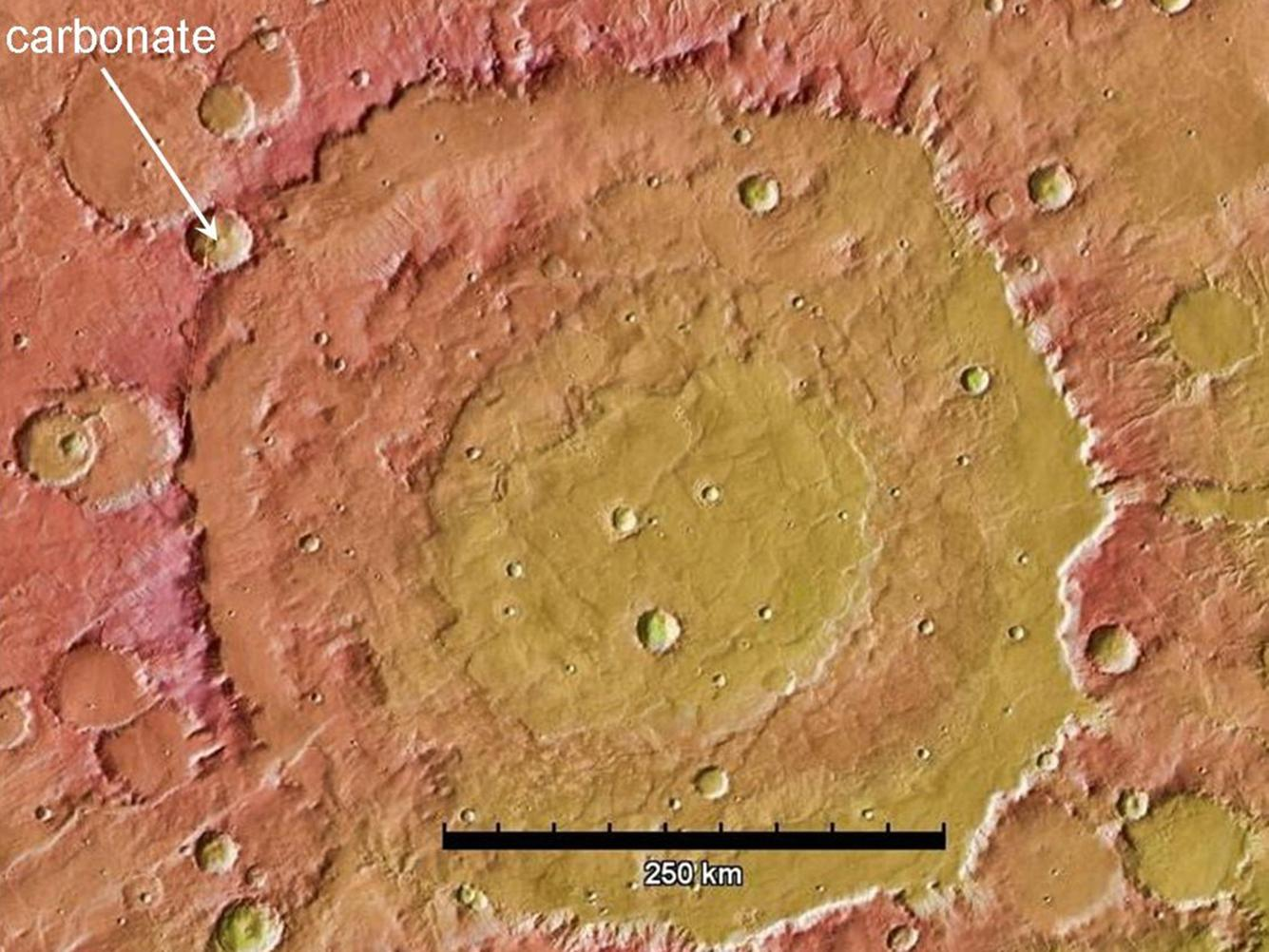
惠更斯陨击坑-圆圈处显示了碳酸盐沉积物位置-代表火星表面有大量液态水的时期（比例尺=259公里）。
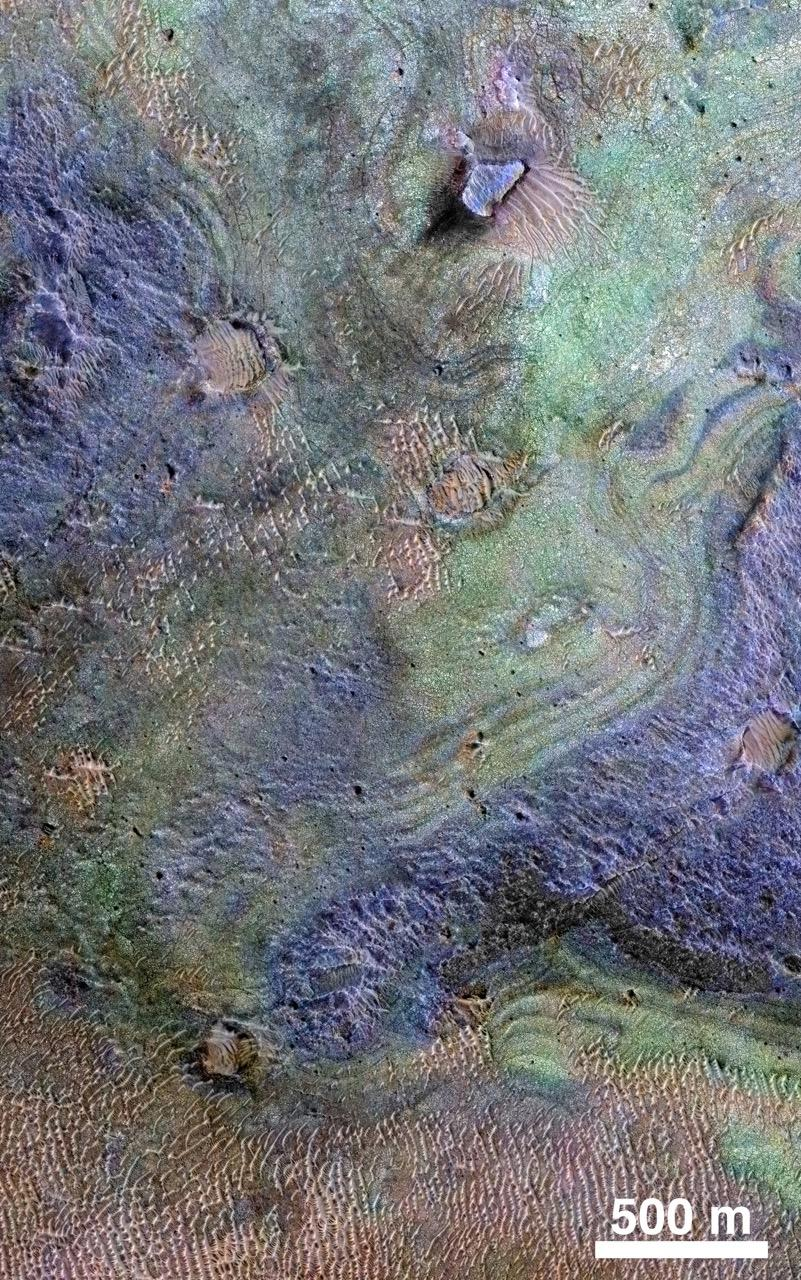
火星上的尼利槽沟是已知最大的碳酸盐矿床。

## 另请查看
- 火星地质
- 火星成分
- 雅庇吉亚区
- 火星矿物
- 埃俄利斯区
- 来自火星探测车任务的科学信息